# Vosje (sterrenbeeld)

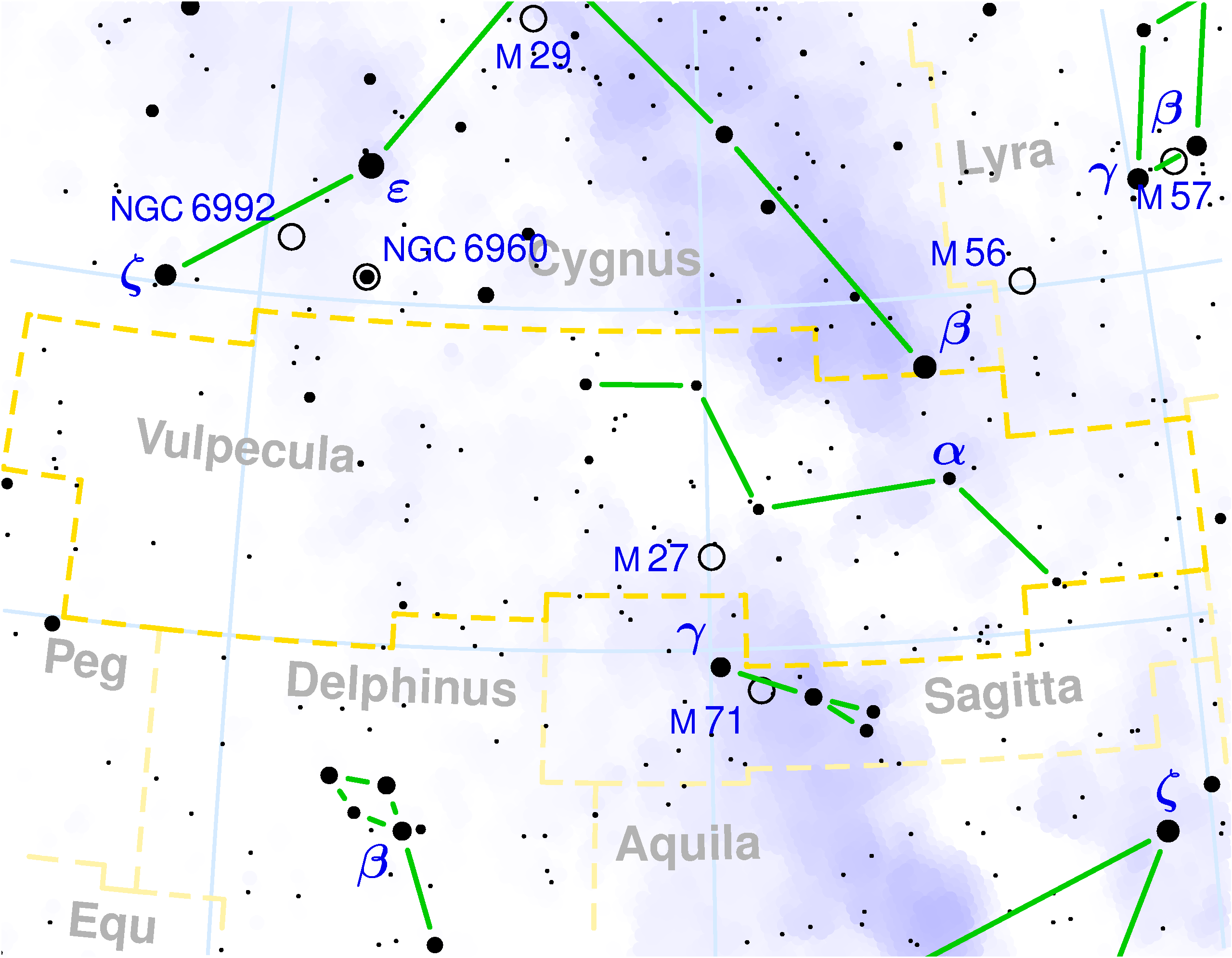
Kaart van het sterrenbeeld Vosje.

Vosje (Vulpecula, afkorting Vul) is een onopvallend sterrenbeeld aan de noordelijke hemel, liggende tussen rechte klimming 18u56m en 21u28m en tussen declinatie +19° en +29°.
De naam van dit sterrenbeeld was oorspronkelijk gegeven door Johannes Hevelius als Vulpecula cum ansere ("de kleine Vos met de gans") of Vulpecula et Anser ("de kleine Vos en de gans"), Ansere verwijst naar het vogelgeslacht Anser. De naam van de helderste ster van Vosje is Anser.

## Sterren
(in volgorde van afnemende helderheid)
- Anser (α, alpha Vulpeculae)
- 23 Vulpeculae

## Telescopisch waarneembare objecten

### New General Catalogue(NGC)
NGC 6793, NGC 6800, NGC 6802, NGC 6813, NGC 6815, NGC 6820, NGC 6823, NGC 6827, NGC 6830, NGC 6842, NGC 6853, NGC 6882, NGC 6885, NGC 6904, NGC 6921, NGC 6938, NGC 6940, NGC 7052, NGC 7080

### Index Catalogue (IC)
IC 1299, IC 1305, IC 1307, IC 1314, IC 4954, IC 4955

## Bezienswaardigheden
- In Vosje bevindt zich de Halternevel (M27), met magnitude 7,3 een heldere planetaire nevel.
- Ook interessant is Collinder 399 of Brocchi's Cluster, ook wel de kleerhanger genoemd. Een groepje van zo'n 8 - 10 sterren gegroepeerd in de vorm van een klerenhanger. Het is geen echte sterrenhoop maar slechts een toevallige groepering (een asterisme).
- BD Vulpeculae en 27 Vulpeculae vormen een paar waarvan de veel lichtzwakkere component BD Vul een koolstofster is. Koolstofsterren hebben een opvallende rode of roodoranje kleur.
- Mini Dragonfly is een telescopisch asterisme op 19:43.1 / +21°11' (nabij de open sterrenhoop Czernik 40).

## Methaan
De planeet HD 189733 b in het sterrenbeeld Vulpecula was de eerste plaats buiten het zonnestelsel waar aardse wetenschappers methaan vonden.

## Aangrenzende sterrenbeelden
(met de wijzers van de klok mee)
- Zwaan (Cygnus)
- Lier (Lyra)
- Hercules
- Pijl (Sagitta)
- Dolfijn (Delphinus)
- Pegasus